# Junior Boys
Junior Boys – kanadyjski duet indie pop-elektroniczny utworzony przez Jeremy’ego Greenspana i Johnny’ego Darka w 1999 w Hamilton, Ontario. Obecnie grupę tworzą Greenspan oraz Matt Didemus.
Pierwszym wydawnictwem duetu była epka z października 2002 roku Birthday/Last Exit, zawierająca cztery utwory, w tym remiks autorstwa Christiana Fennesza. Na kolejnej epce High Come Down z lutego 2004 roku znalazła się piosenka zremiksowana przez Caribou.
Debiutancki album Last Exit ukazał się we wrześniu 2004 roku. W 2006 roku duet wydał płytę So This Is Goodbye.
22 czerwca 2007 zagrali koncert w Polsce, w warszawskim klubie CDQ, supportował ich polski zespół Out of Tune. Ponownie zagrali w Polsce na dwóch koncertach w 2009 roku, 1 sierpnia w Warszawie i 2 sierpnia we Wrocławiu.

## Dyskografia

### Albumy
- Last Exit – 2004
- So This Is Goodbye – 2006
- Begone Dull Care – 2009
- It's All True – 2011
- Big Black Coat – 2016
- Waiting Game – 2022

### EP
- The Dead Horse EP - 2007
- Kiss Me All Night EP - 2016

### Single
- Birthday/Last Exit - 2002
- High Come Down – 2004
- In The Morning (ft. Andi Toma) – 2006
- No Kinda Man – 2008
- Hazel – 2009
- Bits & Pieces – 2010
- Banana Ripple – 2011
- You'll Improve Me – 2011
- What You Won't Do For Love – 2015
- Big Black Coat - 2016
- Over It - 2016
- Night Walk - 2022
- Waiting Game - 2022